# Filipeștii de Pădure
Filipeștii de Pădure község és falu Prahova megyében, Munténiában, Romániában.  A hozzá tartozó települések: Dițești, Minieri és Siliștea Dealului.

## Fekvése
A megye nyugati részén található, a megyeszékhelytől, Ploieștitől, harminckét kilométerre északnyugatra, a Proviţa folyó, valamint a Roșioara és Cervenia patakok mentén.

## Története
Korábbi neve Filipești Ungureni. A 19. század végén Filipești járás része volt. A községet két falu alkotta: Filipeștii de Pădure és Siliștea Dealului, 1329 lakossal. Mindkét településen állt egy templom, a Filipeștii de Pădure-it 1688-ban építette a Cantacuzino-család, a Siliștea Dealului-on lévőt 1833-ban apátok építették, akik később a Zamfira kolostorba költöztek. A községi iskolát a 19. század közepén hozták létre.
Dițești-nek ekkor még községi rangja volt, melyet II. Mihály havasalföldi fejedelem idején kapott. A községet Dițești falu valamint a Roșioara tanyarész alkotta, az azonos nevű patak mentén, összesen 1466 lakossal, melyek ugyancsak Filipești járás részét képezték. A Dițești-n található templomot 1882-ben építették.
1925-ös évkönyv szerint Filipeștii de Pădure községnek 2512, Dițești községnek pedig 1924 lakosa volt.
1950-ben mindkét községet Prahova régió, Câmpina rajonjához csatolták, majd 1952-ben a Ploiești régióhoz helyezték őket.
A két községet 1968-ban egyesítették és így Filipeștii de Pădure az ekkor újból létrejött Prahova megye része lett.

## Lakossága
| Nemzetiségek | 2002  | 2002   |
| ------------ | ----- | ------ |
| Románok      | 10273 | 99,37% |
| Romák        | 51    | 0,49%  |
| Törökök      | 9     | 0,08%  |
| Magyarok     | 5     | 0,04%  |
| Összesen     | 10338 | 100,0% |